# Carlo Federico Grosso
Carlo Federico Grosso (Torino, 14 novembre 1937 – Torino, 23 luglio 2019) è stato un avvocato e giurista italiano, docente di diritto penale nell'Università di Torino.

## Biografia
Figlio dell'anglista Augusta Guidetti e del professor Giuseppe Grosso, ordinario di diritto romano ed esponente della Democrazia Cristiana (fu per anni presidente della Provincia di Torino e successivamente sindaco di Torino), si è laureato a Torino nel 1959 con una tesi in diritto penale discussa con il prof. Marcello Gallo.
Ha quindi intrapreso la carriera universitaria, conseguendo nel 1962 la libera docenza in diritto penale e ottenendo nel giro di un anno l'incarico dell'insegnamento di suddetta materia presso la Facoltà di Giurisprudenza dell'Università di Urbino.
Risultato vincitore del concorso a cattedra in diritto penale nel 1965, a partire dal 1º febbraio 1966 è stato chiamato come professore straordinario di diritto penale nella Facoltà di Giurisprudenza dell'Università di Urbino. Dal 1º novembre 1969 ha ricoperto, in qualità di professore ordinario, la cattedra di diritto penale presso la Facoltà di Giurisprudenza dell'Università di Genova. Dal 1º novembre 1974 è stato chiamato a fare parte della Facoltà di Giurisprudenza dell'Università di Torino, della quale è stato componente come professore ordinario fino al 2007, anno in cui ha fatto domanda di pensionamento, continuando tuttavia a insegnare la sua disciplina a contratto annuale. Nel 2009 è stato nominato, su indicazione della Facoltà, professore emerito. 

### Carriera pubblica
Eletto al consiglio comunale di Torino come indipendente nelle liste del PCI, è stato vicesindaco del capoluogo piemontese negli anni ottanta, consigliere comunale dal 1980 al 1990 e poi, dal 1990, vicepresidente del Consiglio regionale del Piemonte. Nel 1994 è stato eletto dal Parlamento della Repubblica Italiana in seduta comune componente del Consiglio Superiore della Magistratura, organo di cui nel 1996 è stato eletto vicepresidente, ricoprendo tale carica fino alla scadenza naturale del mandato, nel 1998. In seguito è tornato a occuparsi delle sue normali attività di professore universitario e di avvocato.
Ha presieduto, negli anni 1998-2001, una commissione ministeriale per la riforma del codice penale nominata dall'allora Ministro della giustizia Giovanni Maria Flick; tale commissione ha successivamente proseguito i propri lavori con i ministri Oliviero Diliberto e Piero Fassino. Dopo un'ampia discussione pubblica con studiosi di diritto penale, avvocati e magistrati, che si è articolata in numerosi convegni e incontri, nel 2001 ha consegnato al ministero il testo degli articoli della parte generale del codice, corredato da un'ampia relazione illustrativa. Nel 1998, su nomina dell'allora Ministro per i beni culturali con delega allo sport Walter Veltroni, ha presieduto una commissione amministrativa di indagine in materia di doping.

### Patrocini legali
Nella sua carriera di avvocato, è stato il primo difensore di Annamaria Franzoni nel processo per il delitto di Cogne, ed è legale delle testate La Repubblica e L'Espresso del Gruppo Editoriale L'Espresso. È stato avvocato di parte civile nel processo per la strage della Stazione di Bologna e in quello per la strage del Rapido 904. Ha tutelato la posizione di oltre 32 000 portatori di bond come parte civile nei processi per il crack Parmalat davanti ai Tribunali di Parma e Milano, e, sempre come parte civile, ha patrocinato il Comune di Milano nel processo per i derivati davanti al Tribunale di Milano.  
È stato difensore dell'Eni e di suoi dirigenti in numerosi processi penali. Ha inoltre difeso Renato Soru davanti al Tribunale di Cagliari, Silvio Scaglia davanti al Tribunale di Roma, Calogero Mannino davanti alle Sezioni Unite della Cassazione e al Tribunale di Palermo nel processo sulla trattativa Stato-mafia. Ha poi difeso come parte civile Piero Fassino in quel di Milano in un processo per violazione di segreto contro Silvio Berlusconi e altri. 

### Ruolo culturale e vita privata
Era editorialista giudiziario del quotidiano La Stampa, socio corrispondente dell'Accademia delle Scienze di Torino e socio effettivo dell'Accademia Teatina delle Scienze. È stato insignito dal Presidente della repubblica Oscar Luigi Scalfaro dell'onorificenza di Cavaliere di Gran Croce dell'Ordine al merito della Repubblica Italiana. 
È stato componente del comitato scientifico di importanti riviste penalistiche italiane, come Rivista italiana di diritto e procedura penale e Cassazione penale.
È morto a Torino, il 23 luglio 2019 per fibrosi polmonare.. È sepolto nel Cimitero monumentale di Torino
Era padre del costituzionalista Enrico Grosso, anche lui professore ordinario presso l'Università degli Studi di Torino.

## Opere
Carlo Federico Grosso è autore di numerose pubblicazioni di diritto penale, come gli scritti monografici:
- L'errore sulle scriminanti, 1961
- Difesa legittima e stato di necessità, 1964
- L'interesse privato in atti di ufficio", 1966
- La responsabilità per i reati commessi col mezzo della stampa", 1970
- L'evasione fiscale, 1980
- Responsabilità e processo penale nei reati tributari, 1992
- La riforma del codice penale, 2002
- Responsabilità penale delle persone giuridiche, 2003
- Principio di colpevolezza e responsabilità penale personale, 2006.

Ha scritto inoltre molteplici saggi su diversi argomenti di diritto penale, con particolare attenzione alle tematiche della parte generale del diritto penale, della pubblica amministrazione, dell'economia, dei riflessi penali delle problematiche di bioetica (come la maternità assistita, l'accanimento terapeutico e l'eutanasia, i trapianti, il consenso informato). Ha coordinato le riedizioni del Manuale di diritto penale, parte speciale e del Manuale di diritto penale, leggi complementari di Francesco Antolisei, e ha pubblicato nel 2013 un Manuale di diritto penale, parte generale, scritto insieme con i suoi allievi Marco Pelissero, Davide Petrini e Paolo Pisa.